# El Llamp
El Llamp (El Rayo, en español), fue una revista editada en Gandesa (Cataluña, España) desde 1921 hasta 1934.
El editor Enric Borràs Cubells y su hijo Enric Borràs Calvó, fundaron la Editorial El Llamp el 23 de febrero de 1982 en Barcelona, tomando el nombre de la revista.
La editorial El Llamp promovió, el 23 de febrero de 1984, la recuperación de la cabecera de la revista, que se publica, en esta segunda época, en Barcelona. Fue dirigida, en una primera etapa, por Joan Crexells i Playà y, posteriormente, por los hermanos Xavier Borràs y Enric Borràs. De periodicidad quincenal, se proponía ser una plataforma de opinión y debate catalanista donde se reflejara el presente y el futuro de Cataluña y los Países Catalanes. El 7 de mayo de 1987 dejó de publicarse por problemas económicos, alcanzando setenta y cuatro números. Abarcó una tirada de más de 2.000 ejemplares, 1000 de los cuales fueron por suscripción.